# Elecciones regionales de Antioquia de 2011
Las Elecciones regionales de Antioquia de 2011, se llevaron a cabo el 30 de octubre de 2011 en el departamento de Antioquia, donde fueron elegidos los siguientes cargos para un periodo de cuatro años contados a partir del 1° de enero de 2012:
- Gobernador de Antioquia: Jefe administrativo y ejecutivo del departamento.
- 26 Diputados de la Asamblea departamental
- Alcaldes municipales y concejales municipales para cada uno de los 125 municipios del departamento.

## Antecedentes
En 2007 el expresidente del Senado y exalcalde de Medellín Luis Alfredo Ramos, jefe nacional de Alas Equipo Colombia, es elegido Gobernador de Antioquia con el apoyo de diversos sectores uribistas.
A partir de 2009, el movimiento Alas Equipo Colombia se desintegra, y los integrantes de la colectividad en el Departamento de Antioquia ingresan al Partido Conservador, liderados por el gobernador Ramos. La unión de Alas Equipo Colombia con los conservadores les permite consolidarse como la primera fuerza en el departamento en las Elecciones de 2010, sin embargo el conservatismo se encuentra dividido en diversos matices liderados por personajes como Fabio Valencia Cossio, Juan Gómez Martínez y el propio Luis Alfredo Ramos. 

## Campaña por la Gobernación
Para suceder a Ramos se han presentado una gran cantidad de aspirantes. El primero en iniciar campaña fue el exalcalde de Medellín y candidato a la vicepresidencia de la República por el Partido Verde Sergio Fajardo Valderrama, quien hasta el momento lidera en las encuestas de opinión para el cargo de gobernador. Fajardo cuenta con el apoyo de sectores independientes y del Partido Verde, además de gozar de aceptación en sectores del uribismo y de tener relaciones cordiales con el expresidente Uribe. Fajardo podría además llevar a cabo una alianza con el Partido Liberal Colombiano, el cual no tiene candidato a la gobernación.
Aunque a comienzos de 2011 se planteó una alianza entre el Partido Conservador y el Partido de la U, en la cual los primeros escogerían un candidato a la Gobernación de Antioquia y los segundos a la Alcaldía de Medellín, dicha alianza no se concretó. El uribismo seleccionó al gerente de Edatel Carlos Mario Estrada como su candidato a la gobernación.
El Polo Democrático Alternativo seleccionó al izquierdista dramaturgo Rodrigo Saldarriaga como candidato a la Gobernación. Saldarriaga ya había intentado obtener ese cargo en 2007, obteniendo un 3% de la votación total.

### Consulta Conservadora
Los diferentes matices del Partido Conservador, el cual gobierna actualmente el departamento tenían candidatos para la gobernación. La imposibilidad de llegar a un consenso entre los aspirantes forzó al Partido a realizar una Consulta popular para elegir el candidato único conservador a la Gobernación de Antioquia. Dicha consulta se ejecutó el 29 de mayo de 2011.
De los 10 precandidatos conservadores, Juan Gómez Martínez y Sergio Naranjo Pérez declinaron pronto sus aspiraciones. Otros ocho candidatos mantuvieron sus aspiraciones:
- Oscar Darío Pérez.
- Roberto Hoyos Ruiz.
- Sebastián Moreno López.
- Álvaro Vásquez.
- Carlos Ignacio Cuervo.
- César Eugenio Martínez.
- Félix Antonio Urrea.
- Francisco Javier Gálvis.

Los dirigentes Gómez y Naranjo al renunciar concedieron sus apoyos a la candidatura de César Eugenio Martínez mientras que Álvaro Vásquez cuenta con apoyo desde la administración departamental actual.
Entre estos precandidatos, el 29 de mayo de 2011 Álvaro Vásquez Osorio fue elegido como candidato oficial del partido, en la consulta popular abierta del Partido Conservador, mediante 110.508 votos populares (46,2%) de 239.146 (100%) votos válidos.